# Alaerato amamioshima
Alaerato amamioshima is een slakkensoort uit de familie van de Eratoidae. De wetenschappelijke naam van de soort werd voor het eerst geldig gepubliceerd in 1977 door Cate.